# Masters d'Arabie saoudite de snooker
Les Masters d'Arabie Saoudite de snooker sont le deuxième tournoi de snooker à être organisé en Arabie Saoudite, le premier dans la catégorie classée.

## Historique
Durant la saison 2019-2020, la fédération internationale de snooker avait annoncé l'instauration d'un « Masters d'Arabie Saoudite » comptant pour le classement mondial, et dont la première édition devait avoir lieu en octobre 2020. Néanmoins, le projet est abandonné en raison des effets de la pandémie mondiale.
L'idée est relancée au cours de la saison 2023-2024, avec l'organisation des Masters mondiaux, tournoi sur invitation réunissant entre autres les dix premiers joueurs du classement mondial de snooker. La saison suivante, le circuit mondial de snooker investit de nouveau le pays, pour y organiser cette fois un tournoi de classement, réunissant l'intégralité des joueurs du circuit professionnel. La dotation astronomique de deux millions de livres sterling est quasiment équivalente à celle du dernier championnat du monde.
Judd Trump remporte l'édition inaugurale 10-9 face à Mark Williams à l'issue d'une manche décisive irrespirable. Neil Robertson s'adjuge l'édition suivante sur le même score face à Ronnie O'Sullivan.

## Vainqueurs
| Année                                         | Ville                                         | Vainqueur                                     | Finaliste                                     | Score                                         | Saison                                        |
| Masters d'Arabie saoudite de snooker (classé) | Masters d'Arabie saoudite de snooker (classé) | Masters d'Arabie saoudite de snooker (classé) | Masters d'Arabie saoudite de snooker (classé) | Masters d'Arabie saoudite de snooker (classé) | Masters d'Arabie saoudite de snooker (classé) |
| --------------------------------------------- | --------------------------------------------- | --------------------------------------------- | --------------------------------------------- | --------------------------------------------- | --------------------------------------------- |
| 2024                                          | Riyadh                                        | Judd Trump                                    | Mark Williams                                 | 10–9                                          | 2024-2025                                     |
| 2025                                          | Djeddah                                       | Neil Robertson                                | Ronnie O'Sullivan                             | 10–9                                          | 2025-2026                                     |

## Bilan par pays
| Pays       | Joueurs | Total | Premier titre | Dernier titre |
| ---------- | ------- | ----- | ------------- | ------------- |
| Angleterre | 1       | 1     | 2024          | 2024          |
| Australie  | 1       | 1     | 2025          | 2025          |